# Coeficient de dispersió de material
En una fibra òptica, el coeficient de dispersió de material, M(λ), caracteritza la quantitat d'expansió del pols per dispersió de material per unitat de longitud de fibra i per unitat d'amplada espectral. Normalment s'expressa en picosegons per (nanòmetre · quilòmetre).
Per a molts materials de fibra òptica, M(λ) s'aproxima a zero a una longitud d'ona específica λ0 entre 1,3 i 1,5 μm. A longituds d'ona més curtes que λ0, M(λ) és negatiu i augmenta amb la longitud d'ona; a longituds d'ona més llargues que λ0, M(λ) és positiva i disminueix amb la longitud d'ona.
L'augment de pols causat per la dispersió del material en una longitud d'unitat de fibra òptica ve donat pel producte deM(λ) i l'amplada espectral (Δλ).